# Shakti (sabio hinduista)
En la mitología hindú, el sabio Shakti era un muni (sabio silencioso), el mayor de los cien hijos del sabio Vásistha.
- śakti, en el sistema AITS (alfabeto internacional para la transliteración del sánscrito).
- शक्ति, en escritura devanagari del sánscrito.
- Pronunciación: /shákti/.[1]
- Etimología: ‘potente’, ‘capaz’; siendo śak: ser fuerte o poderoso, ser capaz de algo; y siendo śaktí: energía, poder.[1]

## Datación de sus leyendas
En el Rig-veda (el texto más antiguo de la India, de mediados del II milenio a. C.) se menciona que un rishi Shakti fue el autor de los versos 7.32.26, 9.97.19 a 21, 9.97.108.3, y 9.97.108.14 a 16 del Rig-veda.
Sin embargo en el texto no se presenta ninguna leyenda acerca de él.
Sus leyendas aparecen recién en el Majábharata (texto épico-religioso del siglo III a. C.).

## Leyendas
En el Visnú-purana dice que fue el mayor de los cien hijos del sabio Vásistha, aunque en otros textos tiene el patronímico Yatu-Karna y Samkriti.
Venció a Visuá Mitra en el sacrificio del rey Saudasa.
De acuerdo con el Visnú-purana, Shakti Muni era el padre de Parasará Muni, el padre del sabio Viasa, quien fuera el mítico autor del Rig-veda (el texto más antiguo de la India, de mediados del II milenio a. C.).
Los textos pravara identifican a Shakti Muni con uno de los Viasas y también con Alokitéshuara.

## Muerte de Shakti
Cuando Shakti era un hombre joven, vivía en una cueva en Panjala, en el distrito Kolhapur (estado de Maharashtra). Allí su esposa tuvo a su único hijo, Parashará.
Actualmente la cueva donde nació y vivió varios años de su vida se encuentra debajo de un fuerte, en esa ciudad.
En una ocasión, cuando Parashará era todavía un niño, su padre Shakti estaba viajando y se encontró en el bosque con un terrible e iracundo rakshasa (demonio) que alguna vez había sido el rey Kalmasa Pada pero a quien el malvado santo Visuá Mitra había maldecido para que se convirtiera en un monstruoso raksasa (comedor de carne humana). Este demonio devoró a Shakti, por lo que Parashará tuvo que ser criado por su abuelo Vásishtha.
En el Visnú-purana, Parashará habla de su ira acerca de esto:

Yo había oído que mi padre fue devorado por un rakshasa empleado por Viswamitra: una ira violenta me acometió, y comencé un sacrificio mágico para destruir a todos los rakshasas: cientos de ellos fueron reducidos a cenizas por mi rito. Cuando ya estaban por ser exterminados, mi abuelo Vasishtha me dijo: «Es suficiente, hijo mío. Que tu ira amaine: los rakshasas no son culpables. La muerte de tu padre se debió a un trabajo del destino. La ira es la pasión de los estúpidos, no conviene a un varón sabio. Podríamos preguntarnos ¿por quién son matados todos? Cada hombre cosecha las consecuencias de sus propios actos. La ira, hijo mío, es la destrucción de todo lo que un hombre obtiene por un arduo trabajo, por fama y por devotas austeridades e impide que uno obtenga el paraíso o la liberación espiritual. Los más grandes sabios evitan la ira: no quedes sujeto a su influencia, mi niño. Que ninguno de estos inocentes seres oscuros sea consumido. La misericordia es el poder de los rectos».
Parashará